# Гальвани, Грациэлла
Грациэлла Гальвани (итал. Graziella Galvani; 27 июня 1931, Милан — 25 августа 2022, Урбино, Марке) — итальянская актриса.

## Биография
Выпускница школы драматического искусства Театра Пикколо в Милане, Грациэлла уже во время учёбы начала появляться в некоторых спектаклях под руководством Джорджо Стрелера. Была задействована также в спектаклях «Конюшенных театров» и туристических компаний. С 1966 по 1968 год принимала участие в новой постановке Стрелера пьесы Гольдони «Слуга двух господ» в роли Смеральдины. В последующие годы шоу Театра Пикколо гастролирует по разным европейским странам. С Ферруччо Солери она отправляется в турне за границу с «Любовь и голод Арлекино», шоу в стиле Commedia dell’Arte на основе произведений Гольдони. Она также играет главную женскую роль в дуэте с Арнольдо Фоа в Il teatro comico (также Гольдони), работа, созданная в Театре Больцано.
В 1970 годы принимала участие в написанных и поставленных Антонио Салинесом пьесах L’educazione parliamentare (пьеса Роберто Леричи) и La Commediaccia der Belli (премьера датируется 11 декабря 1974 года), обе были организованы Compagnia Stabile в римском Театре Белли. Также участвовала в пьесах современных немецких авторов, как Quartett Хайнера Мюллера с Франческо Карнелутти, режиссёра Флавио Амброзини, Chi va per le fronde Ф. Кс. Кроетца с Ремо Джироне (постановка Флавио Амброзини) и In assenza del Sig Goethe Питера Хакса. Дебютировала в качестве режиссёра в постановке «Трактирщицы» Карло Гольдони в Театре им. Вестена в Штутгарте; затем в Национальном театре королевы Марии II в Лиссабоне поставила Na ausencia do Senhor von Goethe (португальский вариант пьесы Хакса) и O Poder do Dinheiro с Фернандой Алвес и Луисом Мадурейрой. Вернувшись в Италию, она ставит «Таволой» по Гольдони, а затем «Четырёх космикомиков» Итало Кальвино, где также исполняет главную роль. В ноябре 2016 года вместе с коллегами Ниной Хосс и Ледой Пальмой прочитала несколько текстов Пьера Паоло Пазолини на сцене Немецкого театра в Берлине.
Скончалась 25 августа 2022 года.

## Фильмография
- Итальянский сувенир, режиссёр Антонио Пьетранджели (1957)
- Капо, режиссёр Джилло Понтекорво (1959)
- Призраки в Риме, режиссёр Антонио Пьетранджели (1961)
- Хроники '22, режиссёр Франческо Синьери (1961)
- Итальянцы и любовь (эп. La Separazione legale), режиссёр Флорестано Ванчини (1961)
- Frenesia dell’estate, режиссёр Луиджи Зампа (1964)
- Преступление Анны Сандовал (El diablo también llora), режиссёр Хосе Ньевес Конде (1965)
- Безумный Пьеро , режиссёр Жан-Люк Годар (1965)
- Ник Картер и красный клевер (Nick Carter et le trèfle rouge), режиссёр Жан-Поль Савиньяк (1965)
- Камилла 2000, режиссёр Рэдли Метцгер (1969)
- Ничего не зная о ней, режиссёр Луиджи Коменчини (1969)
- Открытое письмо в вечернюю газету, режиссёр Франческо Маселли (1970)
- Fiorina la vacca, режиссёр Витторио Де Систи (1972)
- La seduzione, режиссёр Фернандо Ди Лео (1973)
- Чудеса ещё случаются, режиссёр Джузеппе Мария Скотезе (1974)
- Дядя Адольф по прозвищу Фюрер, режиссёр Кастельяно и Пиполо (1978)
- Терраса, режиссёр Этторе Скола (1980)
- Ночь святого Лоренцо, режиссёр Паоло и Витторио Тавиани (1982)
- Una notte di pioggia, режиссёр Ромео Костантини (1984)
- Три колонки в хронике, режиссёр Карло Ванзина (1990)
- Свинг Трубадур, режиссёр Бруно Байен (1991)
- Coitado do Jorge, режиссёр Хорхе Сильва Мело (1993)
- Загрязненная басня, режиссёр Клаудио Паппалардо (1995)
- Гиаллопарма, режиссёр Альберто Бевилаква (1999)

## Телевидение

### Телеведущая
- Передачи для детей и подростков.
- L’approdo (1965—1966)

### Телефильмы и сериалы
- Виа Белгарбо (телевизионный фильм RAI), режиссёр Витторио Коттафави (1957)
- L’alfiere nero (телевизионный фильм RAI), режиссёр Карло Лодовичи (1961)
- Чудесный рецепт режиссёра Алессандро Бриссони (1961)
- Фортепиано Сесто, режиссёр Фламинио Боллини (1962)
- Палач Севильи, режиссёр Эрос Макки (1963)
- Запросы комиссара Мегрэ, режиссёр Марио Ланди (1964)
- Самая длинная дорога (фильм RAI TV), режиссёр Нело Риси (1965)
- Детектив, режиссёр Джузеппе Фина (1970)
- Папа Горио, режиссёр Тино Буаззелли (1970)
- Orfeo in paradiso (мини-сериал RAI TV), режиссёр Леандро Кастеллани (1971)
- Corpo 36 (телевизионный фильм RAI), режиссёр Лидия Рипанделли (1974)
- Мурат (телешоу RAI), режиссёр Сильверио Блази (1975)
- Красный венецианец (телешоу RAI), режиссёр Марко Лето (1976)
- Суд над Марией Тарновской (сериал Rete Due), режиссёр Джузеппе Фина (1977)
- Die Ringe des Saturn (австрийский телевизионный фильм), режиссёр Майкл Кельманн (1992)